# Laranjeiras (kommun)
Laranjeiras är en kommun i Brasilien.   Den ligger i delstaten Sergipe, i den östra delen av landet, 1 300 km öster om huvudstaden Brasília. Antalet invånare är 26 903. Arean är 163 kvadratkilometer.
Terrängen i Laranjeiras är platt.
Följande samhällen finns i Laranjeiras:
- Laranjeiras

Omgivningarna runt Laranjeiras är en mosaik av jordbruksmark och naturlig växtlighet. Runt Laranjeiras är det tätbefolkat, med 982 invånare per kvadratkilometer.